# The Way I Am (livro)
The Way I Am é uma autobiografia do rapper Eminem, lançada em 21 de outubro de 2008. Ela é uma coleção de histórias pessoais de Eminem, reflexões, fotografias, obras de arte originais e as letras das canções. The Way I Am detalha sua luta contra a pobreza, drogas, fama, desgosto da família, e depressão, além de histórias sobre a sua ascensão à fama e comentários sobre as controvérsias do passado.